# 鄭春淑
鄭春淑（：／ Jung Choun-sook，1964年1月8日—），大韓民國自由派政治人物，第20、21屆韓國國會議員。